# Apostoliska välsignelsen
Apostoliska välsignelsen, Benedictio apostolica, är den välsignelse som avslutar Andra Korinthierbrevet (13:13) och som brukar citeras:
Vår Herres Jesu Kristi nåd, Guds kärlek och den Helige Andes gemenskap vare med er alla.